# Pollutimonas
Pollutimonas es un género de bacterias gramnegativas de la familia Alcaligenaceae. Fue descrito en el año 2023. Su etimología hace referencia a polución. Son bacterias aerobias y móviles. Catalasa y oxidasa positivas. Se encuentran en aguas subterráneas con contaminantes. 

## Taxonomía
Actualmente hay 2 especies descritas:
- Pollutimonas nitritireducens
- Pollutimonas subterranea